# Alau-Stausee
Der Alau-Stausee befindet sich in der Grenzregion der Local Government Areas Konduga und Jere im Nordosten Nigerias. Er wurde zwischen 1984 und 1986 erbaut und staut den Ngadda, einen der Zuflüsse des Tschadsees. 1992 erreichte der See sein maximales Stauvolumen von 345 Millionen m³ erstmals. Unterhalb des Alau am Ngadda liegt die Großstadt Maiduguri.

## Geschichte
Der saisonabhängige Wassereintrag in den Alau und das Jere-Bowl-Feuchtgebiet wird hauptsächlich durch den Ngadda bestimmt. Dieser erhält während der Regenzeit massiven Zufluss aus dem Yedseram, jährlich ca. 127 Mio. m³, im Gebiet der Sambisa-Sümpfe. In Jahren mit geringer Niederschlagsmenge ist dieser Zufluss deutlich geringer, was sich sowohl am Stausee als auch im Feuchtgebiet bemerkbar macht.
Bereits in den 1960er Jahren war absehbar, dass die damalige Wasserversorgung nicht ausreichen würde, um den Bedarf Maiduguris über die 1980er Jahre hinaus zu decken. Die Stadt wuchs in wenigen Jahren von 400.000 auf 670.000 Einwohner im Jahr 1980 und wurde mit gepumptem Wasser aus 65 Tiefbrunnen versorgt. In den 1970ern sank der Pegel des ergiebigsten Aquifers dadurch um 7 Meter ab. Zudem litt die in der Sahelzone liegende Stadt in dieser Dekade unter zwei schweren Dürreperioden.
Seit Ende der 1970er Jahre liefen daher Vorbereitungen für den Bau des Stausees und seiner Trinkwasseraufbereitungsanlage. Der Plan sah die Installation von 48.000 Anschlussleitungen vor, die 90 % des damaligen Bedarfs Maiduguris abdecken sollten. Nach Enugu und Kaduna wurde Maiduguri im Jahr 1983 die dritte Hauptstadt eines Bundesstaates in Nigeria, die von der Weltbank mit einem Kredit für den Zubau solcher Infrastruktur unterstützt wurde.
Die Talsperre des Ngadda wurde von 1984 bis 1986 gebaut, um die umliegenden Felder und Häuser in Maiduguri mit Wasser zu versorgen. Der Staudamm soll zudem zum Hochwasserschutz beitragen. Konträr dazu wurde er in der Vergangenheit Auslöser von Überflutungen. 1992 war das Rückhaltevolumen erschöpft und der Damm lief über, mit Überflutungen im Jere-Bowl. Am 13. September 1994 bewirkte eine Sturzflut mit Ursprung im Yedseram weiträumige Überschwemmungen Maiduguris, der See lief leer.
Im Frühjahr 1994 ging die Aufbereitungsanlage in Betrieb und im Sommer 1995 waren 33.000 Anschlussleitungen realisiert, ausreichend für die Versorgung der Hälfte der damaligen Bevölkerung mit Trinkwasser. Wegen des Dammbruchs 1994 blieb die Anlage während der gesamten Trockenzeit 1995 außer Betrieb und erlitt neben den Problemen fehlender klimatischer Anpassungen der technischen Bauteile damit zusätzliche Startschwierigkeiten.
Im Jahr 2012 erfolgte nach sintflutartigen Regenfällen ein Notablass, der Maiduguri und die weitere Umgebung unter Wasser setzte.
Am 9. September 2024 brach der Damm nach heftigen Regenfällen. 15 % Maiduguris wurden überschwemmt und mehr als 80 % der Tiere des Sanda Kyarimi Park Zoos verendeten. Mindestens 30 Menschen verloren ihr Leben infolge der Überschwemmungen. Am 13. September 2024 widersprach die Regierung Nigerias der Darstellung des Dammbruchs und führte die Überflutungen auf den Klimawandel und Uferübertretungen des Ngadda zurück.

## Daten
Der Stausee ist im Regelbetrieb ca. 9 Meter tief (Angabe umstritten) und erstreckt sich über rund 50 Quadratkilometer. Nach jüngeren Angaben beträgt das maximale Stauvolumen 112 Millionen m³. Der Alau wird über die Flüsse Yedseram, Gombole und schließlich Ngadda gespeist, der durch erstere in den Sambisa-Sümpfen beaufschlagt wird. Das zufließende Wasser ist teilweise durch Einträge aus dem Ackerbau verunreinigt. Der See wird zudem für den kommerziellen Fischfang genutzt.